# Вальсхайм
Вальсхайм (нем. Walsheim) — община в Германии, в земле Рейнланд-Пфальц. 
Входит в состав района Южный Вайнштрассе. Подчиняется управлению Ландау-Ланд.  Население составляет 525 человек (на 31 декабря 2010 года). Занимает площадь 5,15 км².